# 谷博
谷 博（たに ひろし、1953年6月20日 - ）は元プロ野球審判員。徳島県出身。審判員袖番号は19 （1988年初採用から。谷は関西審判部で袖番号が初採用された年度の中で最古参であった）。

## 来歴・人物
徳島県立海南高等学校では野球部で尾崎健夫、大石友好と同期。京都産業大学を経て1976年にセントラル・リーグ審判部入局。井野修元審判とは同期入局である（井野は公募で合格、谷はアマ時代の経験を買われて入局）。入局1年目の4月25日の阪神－大洋戦（甲子園）での左翼外審で一軍試合出場を果たす。
バース・掛布雅之・岡田彰布の3人によるバックスクリーン3連発があった1985年の巨人対阪神戦では一塁塁審をしており、その18年後の平成の3連発では二塁塁審をしていた。オールスターでは1999年第1戦で球審。日本シリーズでは2000年に第3戦、1999年・2005年に第4戦、1992年・2008年に第7戦の球審を務めている。なお、第7戦で2回球審を務めたのは、セ・リーグにおいては岡田功以来2人目である。
2006年より、役職が副部長から「審判部部長待遇」へ昇格。また、2007年4月13日の阪神－横浜1回戦において2500試合出場を達成した。2009年には55歳の定年に達したため副部長職及び部長待遇を返上し、嘱託審判員となった。2010年9月12日の阪神－ヤクルト戦（甲子園）で球審を務めたのを最後に一軍での審判を引退した。
2010年に引退するまでの通算出場試合数は2752試合、オールスター出場4回（1988年、1992年、1999年、2005年。1999年第1戦で球審）、日本シリーズ出場10回（1992年、1995年、1997年～2001年、2003年、2005年、2008年。1992年と2008年第7戦、1999年と2005年第4戦、2000年第3戦でそれぞれ球審）。日本シリーズ第7戦で球審を2回務めたのは、谷の他に、二出川延明、岡田功、杉永政信と4人しかいない貴重な記録である。
2011年から審判技術委員（関西）となる。
2017年限りで退職。
2023年2月、独立リーグの四国アイランドリーグplusおよびベースボール・チャレンジ・リーグ（ルートインBCリーグ）共通の審判アドバイザーに就任することが発表された（井野修と同時就任）。歴代のプロ野球審判員としてはかなりの小柄で、本人は170cmと語っているが、実際の身長は170cmも無かったと言われる。これは、谷はアマチュアの経験を買われて半ばスカウトされる形で入局している為、本来は175cm必要な身長規定の対象外であった事があげられる。

## サヨナラインフィールドフライ事件
1991年6月5日の大洋対広島戦（横浜スタジアム）で球審を務めた谷はインフィールドフライに起因するサヨナラゲームの判定を正しく行ったことにより連盟から表彰を受けている。

## エピソード
2006年5月7日の広島対中日戦で責任審判と二塁塁審を務めた。ブラウン監督が一塁ベースを投げたため退場を宣告した谷は「抗議は冷静で紳士的なものだった。ロマノ投手をかばっていた。一塁ベースを投げていなければ、退場にはなっていなかった」と語っている。
2009年、朝日放送の「探偵!ナイトスクープ」で、将来、谷のような審判になりたいという男子小学生のリクエストに応え、関西独立リーグ協力のもと実試合球審としてまで指導。試合には川藤幸三（元阪神）、石毛博史（元巨人）などが参加。試合終了後、誰のサインが欲しいかと尋ねられた少年は「谷さんのサインがほしい。」と返答した。

## 審判出場記録
- 初出場：1976年4月25日、阪神対大洋4回戦（甲子園球場）、右翼外審。
- 出場試合数：2754試合（セ・リーグ2614、交流戦83、日本シリーズ44、オールスター11、クライマックスシリーズ2）
- オールスターゲーム出場：4回（1988年、1992年、1999年、2005年）
- 日本シリーズ出場：10回（1992年、1995年、1997～2001年、2003年、2005年、2008年）